# 오카무라 다카시
오카무라 다카시(岡村隆史, 1970년 7월 3일 ~ )는 일본의 희극인, 진행자, 배우이며, 야베 히로유키와 함께 개그 콤보 나인티나인으로 활동하고 있다.